# 薛膺
薛膺（?—?），唐朝河中府宝鼎县（今山西省河津市西南）人，浙西觀察使薛苹之子。
唐文宗太和初年，薛膺担任右补阙内供奉。其弟薛齐，在兴元府山南西道节度使李绛幕府任职，李绛遇害时，薛齐同时遇难。薛膺得知，不及请示上级，驰赴兴元府，非常哀痛，听说的人都为之垂泣。后历任工部员外郎、婺州刺史。其子薛調。